# Randzhbar
Randzhbar (ryska: Ранджбар) är en ort i Azerbajdzjan.   Den ligger i distriktet Hacıqabul Rayonu, i den östra delen av landet, 80 km väster om huvudstaden Baku. Randzhbar ligger 42 meter över havet och antalet invånare är 2 894.
Terrängen runt Randzhbar är platt. Närmaste större samhälle är Hacıqabul, 12,4 km sydväst om Randzhbar. 
Omgivningarna runt Randzhbar är i huvudsak ett öppet busklandskap. Runt Randzhbar är det ganska tätbefolkat, med 52 invånare per kvadratkilometer.